# Reprezentacja Iraku na Mistrzostwach Świata w Wioślarstwie 2009
Reprezentacja Iraku na Mistrzostwach Świata w Wioślarstwie 2009 liczyła 2 sportowców. Najlepszym wynikiem było 10. miejsce w jedynce mężczyzn.

## Medale

### Złote medale
Brak

### Srebrne medale
Brak

### Brązowe medale
Brak

## Wyniki

### Konkurencje mężczyzn
- jedynka (M1x): Haidar Nozad – 20. miejsce
- jedynka wagi lekkiej (LM1x): Jebur Al-Hilfi – 24. miejsce